# Åsa Jungnelius

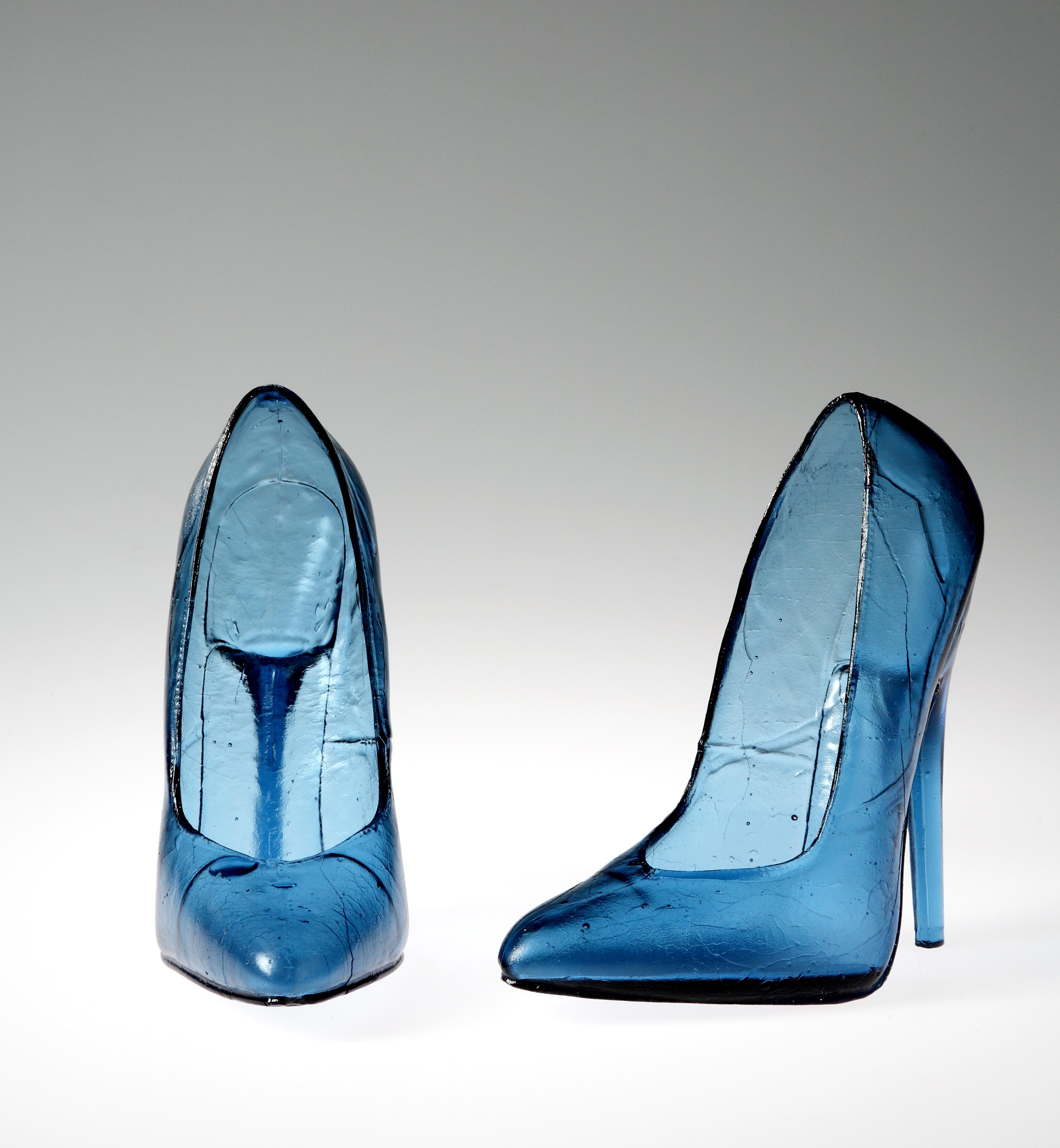
Stilettklackskor, glasskulptur av Åsa Jungnelius. Utställda på Liljevalchs konsthall våren 2006.

Åsa Lovisa Jungnelius, född 28 oktober 1975 i Fisksätra, är en svensk konstnär.
Åsa Jungnelius utbildade sig på Konstfack i Stockholm vid institutionen för keramik och glas 1998–2004. Hon startade konsthantverksgruppen WeworkInafragilematerial 2010 och konstnärsdrivna Residence-In-Nature.     
Åren 2007–2012 var Jungnelius anställd som formgivare på Kosta Boda. Sedan 2013 är hon lektor på institutionen för keramik och glas på Konstfack. 
Hon utsågs i januari 2016 att gestalta Storstockholms lokaltrafiks planerade tunnelbanestation i Hagastaden på den nya grenen av gröna linjen med verket Snäckan.

## Verk i urval
- Den svarta pantern, betong, glas, rostfritt stål, lampa, 2010, Sandgärdsgatan i Växjö
- Blicken, biffen och bananen, 2013, Hötorgshallen i Stockholm, för Stockholm konst.
- Residence-In-Nature 2014–2021, Region Kronoberg och Region Norrbotten
- Porten, Arkdes, 2018
- Mammas Paviljong på Nybroplan för Stockholm konst, 2021
- Den inre världsutställningen, Inre Hamnen för Norrköping, 2023[3]

Åsa Jungnelius  är representerad vid bland andra Röhsska museet. Nationalmuseum, Malmö konstmuseum och Moderna Museet,

## Priser och utmärkelser
- 2022 - hedersdoktor vid Linnéuniversitetet[5]